# قصر الإمارات
قصر الإمارات هو فندق راق في مدينة أبوظبي بدولة الإمارات العربية المتحدة. تم بناء الفندق من قبل ملاكه حكومة أبوظبي، ويدار من قبل شركة كمبينسكي. يحتوي الفندق على 302 غرفة و 92 جناحاً ويعتبر من أشهر معالم مدينة أبو ظبي ويصنف من فئة 5 نجوم وتعتبر مطاعمه ذات مستوى عالمي كما يعد تحفة هندسية بطابع عربي وشاطئ على مسافة 1.3كيلومتر ومرسى خاص به ويتميز بإطلالة مميزة على الخليج العربي.

## المبنى

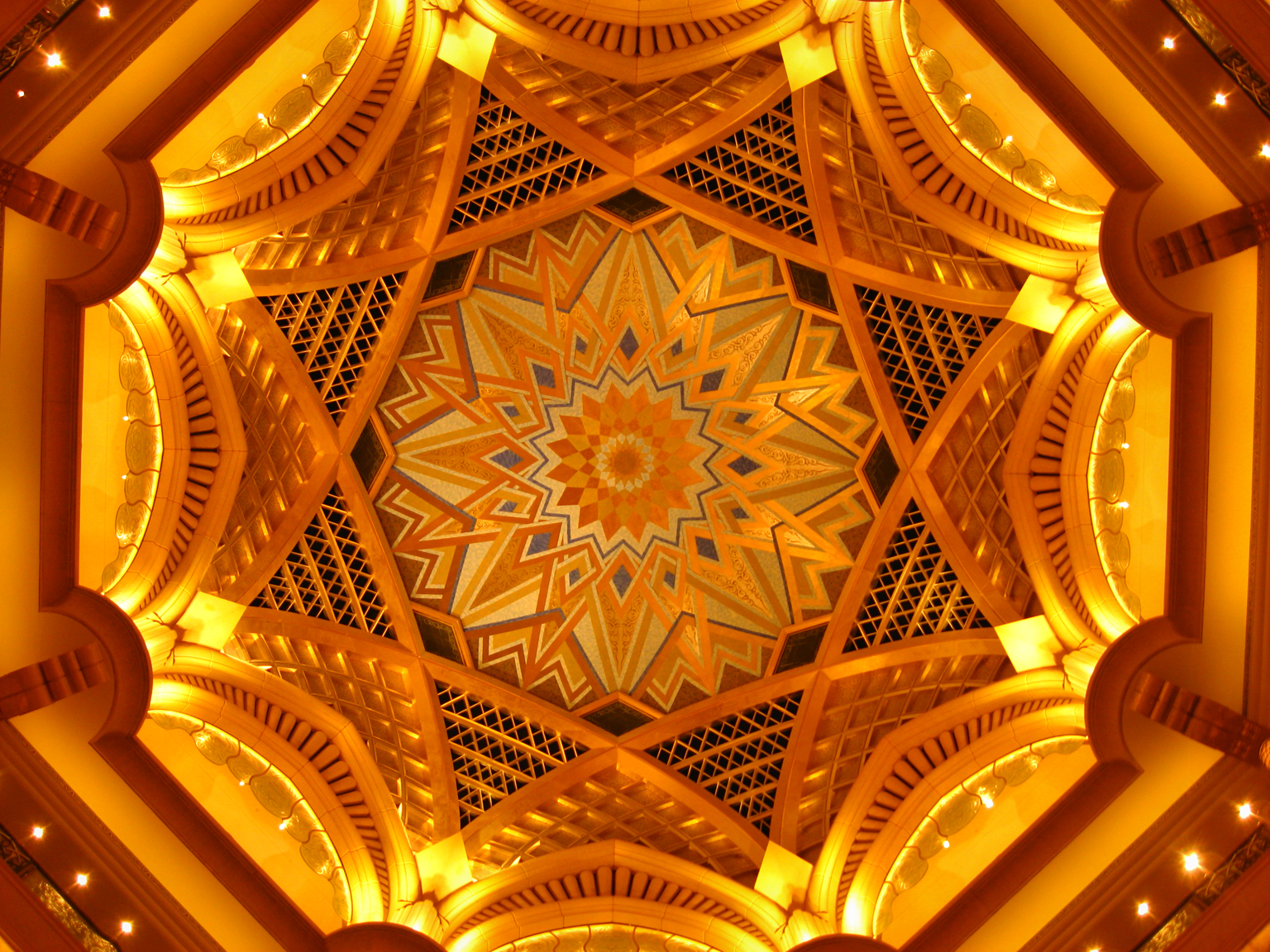
سقف قصر الإمارات

المبنى الرئيسي يمتد على مسافة الكيلومتر من الجناح الشرقي إلى الجناح الغربي، والحدائق والأراضي المحيطة به فتغطّي مساحة 100 هكتار. ويضمّ 114 قبة، أبرزها القبّة المركزية التي ترتفع 72.6 متر. ويطغى على الداخل الذهب وعرق اللؤلؤ والكريستال. ويحتوي على 1002 ثريا تزن أكبرها 2,5 أطنان. ايضاً سجّادتان جداريّتان مصنوعتان يدوياً عليهما صورة للفندق ذاته وتزن كلّ منهما الف كغم.
كما يتميز القصر بأقواسه التي يصل ارتفاعها حتى 40 متراً وعرضها حتى 36 متراً، وهي مبنية من شبكة مترابطة من مادة الـ «جي. آر. سي» المكسوة بحجارة إيطالية.
و يتفرد القصر بطابعه الملكي الذي يعكس الثقافة العربية والموروث الإماراتي الأصيل،بألوان تشكل مزيجاً من الأزرق الهادئ والذهبي والبني الفاتح.

## الجوائز
- في 25 يناير 2008 منح الفندق جائزة «انترناشيونال فايف ستار دايموند» كأفضل منتجع في الشرق الأوسط.[5]
- في العام 2011 حصل فندق قصر الإمارات على سبع جوائز من منظمة السفر العالمية.[6]
- في عام 2015 حصد فندق قصر الإمارات أربع جوائز من «جوائز سبا العالم 2015»، وهي جائزة أفضل فندق ومنتجع في العالم وجائزة أفضل منتجع صحي في العالم وجائزة أفضل فندق ومنتجع في أبوظبي، و جائزة أفضل فندق ومنتجع في الشرق الأوسط .[7]
- في عام 2018 حصد فندق "قصر الإمارات"، وللمرة الثانية على التوالي، جائزتين من "جوائز السفر العالمية،وهي جائزة "أفضل فندق للمؤتمرات في العالم، وجائزة "منتجع الشاطئ الفاخر الرائد في العالم [8]

## فعاليات
قدمت كريستينا أغيليرا عرضًا في المكان خلال جولتها في 24 أكتوبر 2008. وكان للعرض جمهور بلغ 20000 شخص، مما جذب انتباهًا إعلاميًا كبيرًا إلى الفندق. كما ظهر الفندق في فيلم فاست أند فيريس 7، الذي صدر في عام 2015. كما تم استخدام لقطات من الفندق في فيلم المملكة لعام 2007. زار جاستن تمبرليك هذا الموقع في جولة في 6 ديسمبر 2007 لحفل موسيقي. يظهر قصر الإمارات أيضًا في فيلم 6 Underground لعام 2019 إلى جانب مواقع شهيرة أخرى حول المدينة.
من المقرر أن يستضيف قصر الإمارات الجولة النهائية من بطولة لونجين غلوبال شامبيونز تور لعام 2024، وهي سلسلة سباقات قفز الحواجز المرموقة، لأول مرة.

## معرض الصور

مدخل قصر الامارات
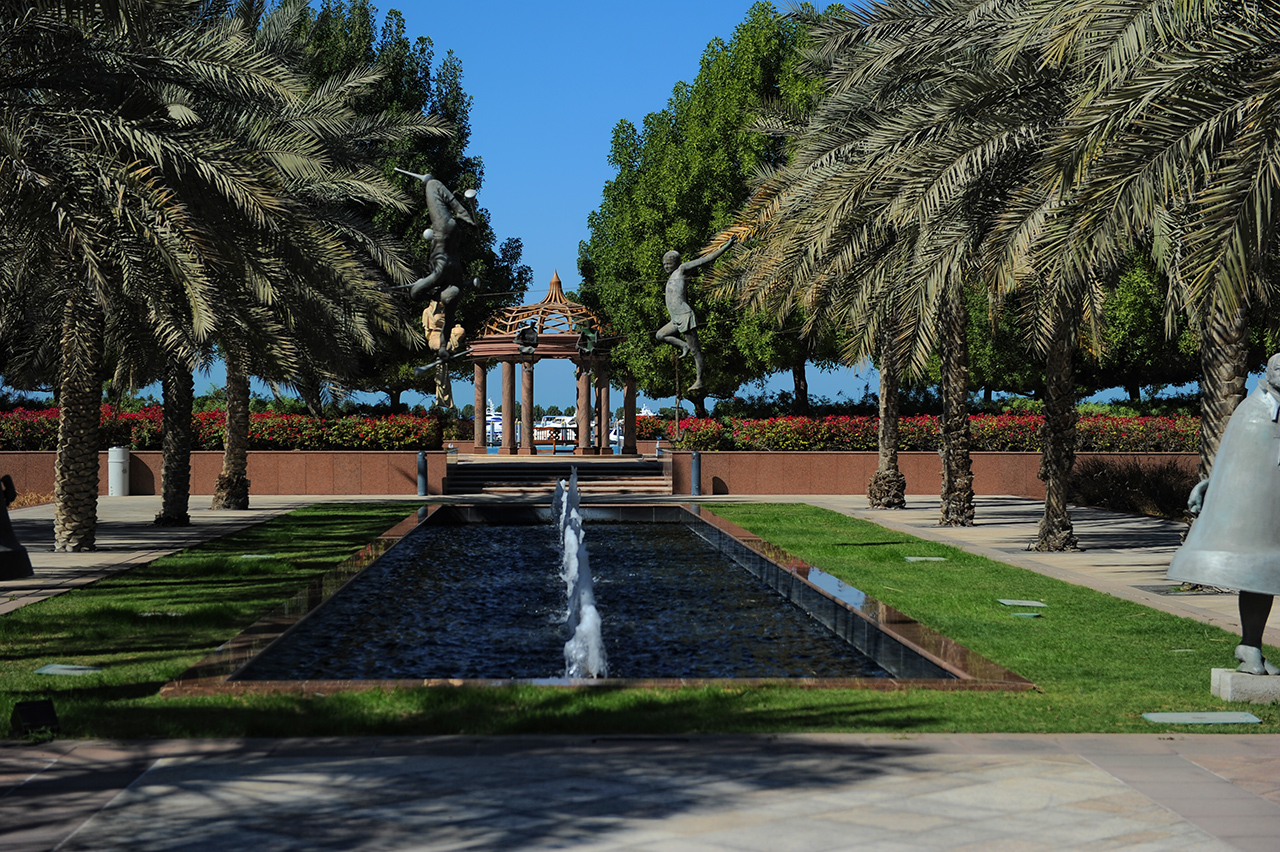
منطقة الالعاب
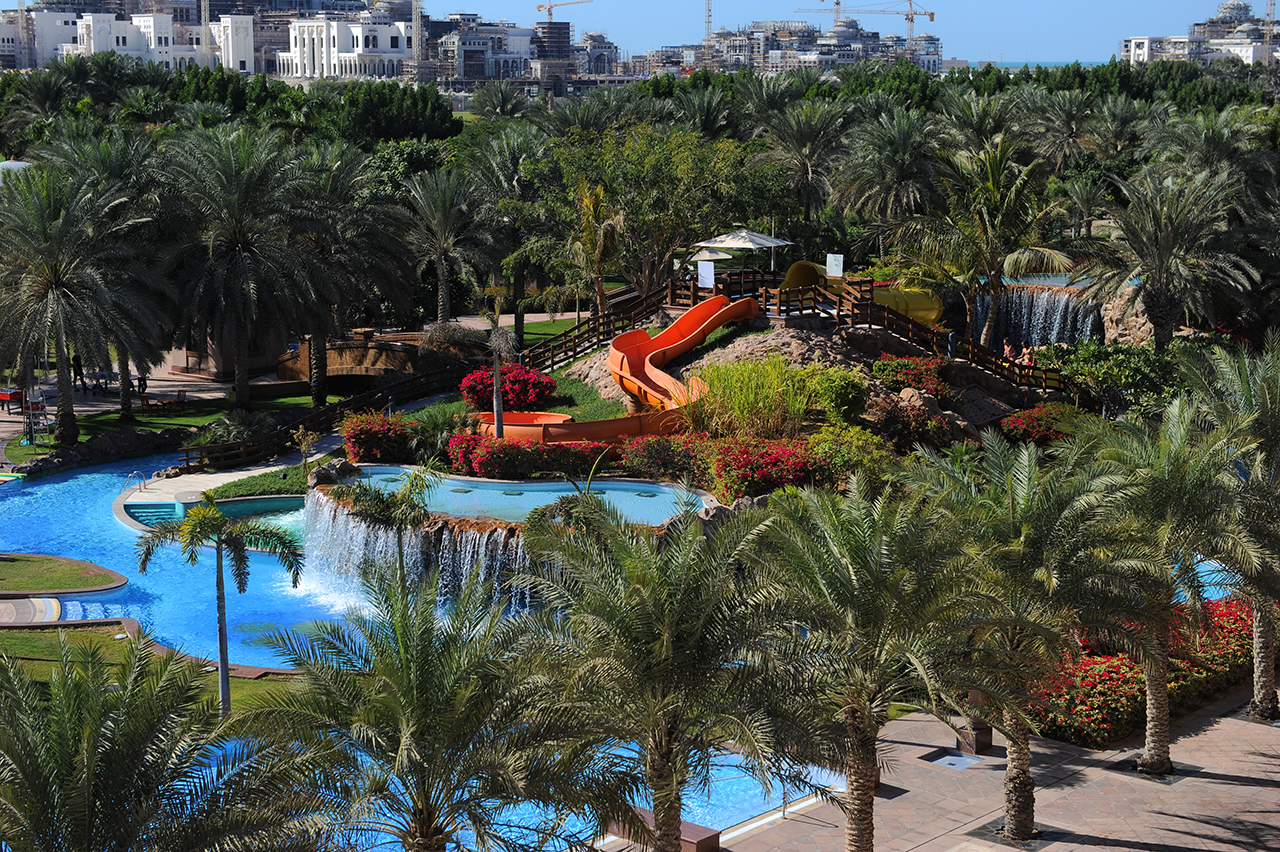
مسبح المغامرات